# Christian Lewe
Christian Lewe (auch: Christianus dictus Leo, Kyrstion Lewe; * um 1300; † zwischen 1372 und 1375 in Aachen) war Schöffe und Bürgermeister der Reichsstadt Aachen.

## Leben und Wirken
Christian Lewe wurde erstmals urkundlich 1331 als Mitglied des Schöffenkollegiums sowie in den Jahren 1338 und 1364 als Ratsmitglied erwähnt. Im Jahr 1349 ernannte man Lewe zum Christoffel der Sandkaultorgrafschaft und wählte ihn in den Jahren 1346 und 1361 zum Bürgermeister der Freien Reichsstadt Aachen.
Zwischen 1344 und 1351 war Lewe als Vertreter Aachens in zahlreichen Verhandlungen maßgeblich an den Vorbereitungen zur Einführung des Landfriedensbündnisses Maas-Rhein beteiligt, welches dann ab 1351 zwischen Kurköln und dem Herzogtum Brabant sowie den Städten Aachen und Köln in Kraft trat. Diesem gehörte Lewe von 1353 bis 1359 und nochmals von 1364 bis 1369 als einer der drei Geschworenen Aachens an. In dieser Funktion war Lewe in den Jahren 1353/1354 als Vertreter der Stadt zusammen mit den verbündeten Truppen des Bündnisses an der Belagerung der Burg Gripekoven beteiligt. Von dieser Burg aus sollen abtrünnige Ritter ihre Raubzüge durchgeführt und einen Aufstand der jülichschen Ritterschaft mitgetragen haben, wodurch das Ansehen und der Bestand des Herzogtums Jülich massiv in Frage gestellt worden war. Nach einer längeren Belagerungszeit, die schließlich mit der Übergabe der Burg bei Gewährung von freiem Abzug der Belagerten endete, wurde diese anschließend dem Erdboden gleichgemacht.